# A Woman Alone
A Woman Alone é um filme de drama britânico de 1936, dirigido por Eugene Frenke e estrelado por Anna Sten, Henry Wilcoxon e Viola Keats.
Também foi lançado como Two Who Dared. Um policial se envolve em um caso de amor com uma mulher que trabalha como empregada doméstica.

## Elenco
- Anna Sten - Maria
- Henry Wilcoxon - Capitão Nicolai Ilyinski
- Viola Keats - Olga Ilyinski
- John Garrick - Yakov Sharialev
- Romilly Lunge - Lt. Tuzenback
- Esme Percy - General Petroff
- Francis L. Sullivan - promotor
- Guy Middleton - Alioshka
- Peter Gawthorne - presidente da Corte Marcial
- Frank Atkinson - Porter
- Minnie Rayner - Lousha
- Pat Noonan - Sargento